# Ephraim P. Holmes

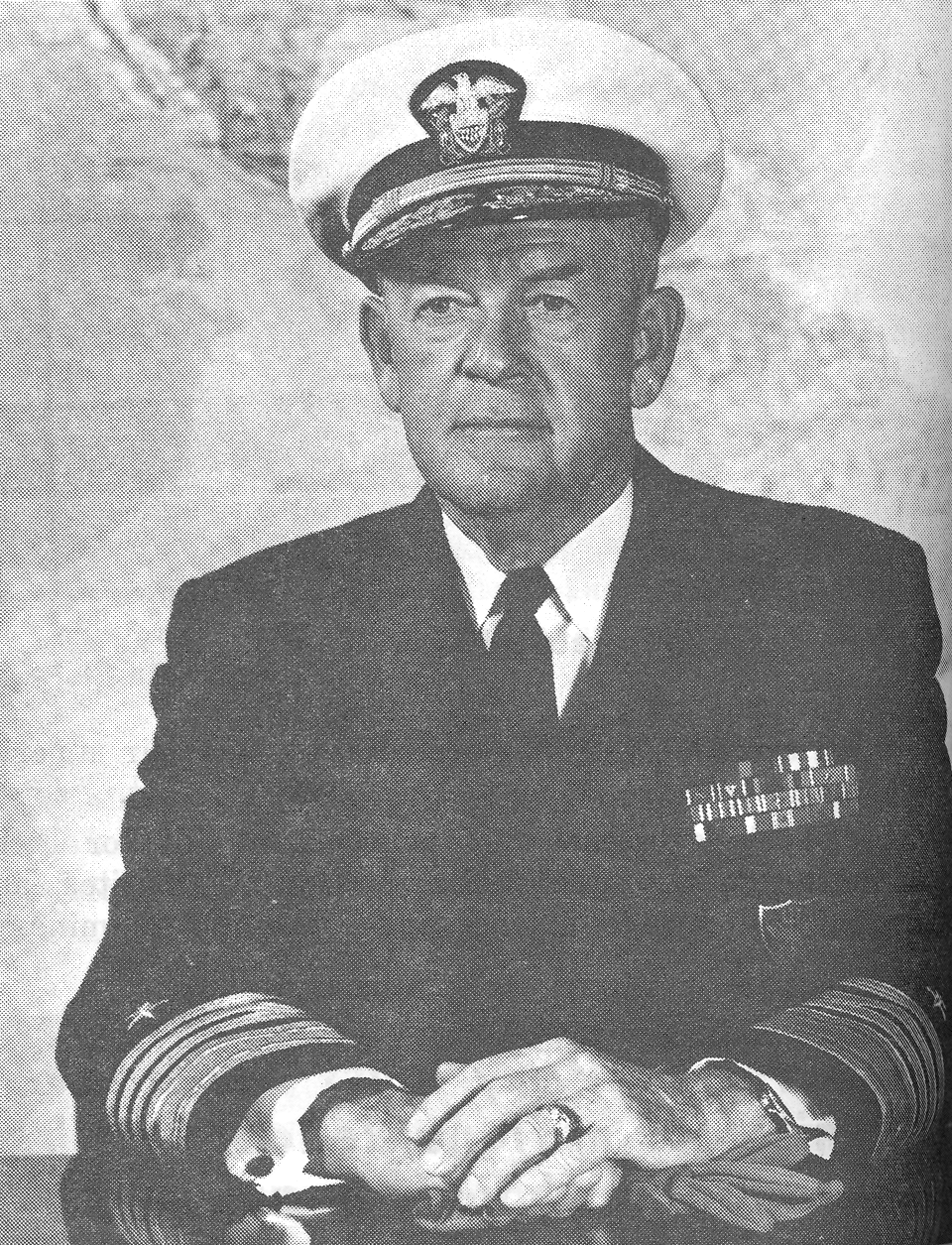
Ephraim P. Holmes

Ephraim Paul Holmes (* 14. Mai 1908 in Downsville; † 23. Februar 1997 in Williamsburg (Virginia)) war ein US-amerikanischer Offizier, der bei der United States Navy den Rang eines Admirals erreichte.

## Militärische Laufbahn
Er schloss 1930 die Marineakademie in Annapolis, Maryland, ab. Das erste Jahr seiner militärischen Laufbahn verbrachte er an Bord von Kreuzern und Zerstörern, unter anderem auf dem Leichten Kreuzer Milwaukee und auf dem Schweren Kreuzer Augusta. 1932 wurde er auf die Houston, dem Flaggschiff der United States Asiatic Fleet versetzt und von 1933 bis 1935 diente er auf dem Zerstörer Peary.
Er studierte Kommunikation an der Naval Postgraduate School. Nach Abschluss des Studiums diente er auf der USS Maryland (BB-36). 1939 und erlebte den japanischen Angriff auf Pearl Harbor während seines Dienstes als Leutnant im Stab des Commander Battle Ships, Battle Force.
Er nahm an der Schlacht im Korallenmeer teil und hatte sein erstes Kommando auf dem neu in Dienst gestellten Zerstörer USS Stockham (DD-683). Er nahm mit diesem Zerstörer an der Schlacht um die Philippinen und der Schlacht um Saipan teil.
Nach dem Krieg studierte er am Naval War College in Newport, R.I. und diente anschließend in der Amphibienflotte der Atlantikflotte.
Er wurde 1957 in den Admiralsrang befördert und wurde Chief of Naval Operations.
Er versah seinen Dienst im Atlantik, im Mittelmeer und auch wieder im Pazifik, wo er die Amphibious Force, Pacific Fleet und die First Fleet befehligte.
Vor seinem letzten und höchsten Amt als Commander in Chief Atlantic Fleet war er Direktor eines Marineplanungsprogramms, das für den Chief of Naval Operations arbeitete.
1970 zog er sich mit dem Rang eines Admirals aus dem Militärdienst zurück.

## Orden und Ehrenzeichen
- Bronze Star
- Silver Star
- Navy Distinguished Service Medal

### Weblink und Quelle
- Artikel der NY Times

| Personendaten    | Personendaten                             |
| ---------------- | ----------------------------------------- |
| NAME             | Holmes, Ephraim P.                        |
| ALTERNATIVNAMEN  | Holmes, Ephraim Paul (vollständiger Name) |
| KURZBESCHREIBUNG | US-amerikanischer Marineoffizier          |
| GEBURTSDATUM     | 14. Mai 1908                              |
| GEBURTSORT       | Downsville                                |
| STERBEDATUM      | 23. Februar 1997                          |
| STERBEORT        | Williamsburg (Virginia)                   |